# Dermocístids
Els dermocístids (Dermocystida) és un ordre de protistes coanozous paràsits.

## Gèneres
- Amphibiocystidium
- Amphibiothecum (Dermosporidium)
- Dermocystidium
- Rhinosporidium
- Sphaerothecum (agent rosette)